# Panda (Likasi)
Pour les articles homonymes, voir Panda.
Panda est une commune de la ville de Likasi en République démocratique du Congo. 